# فریدریش اولمار
فریدریش اولمار (آلمانی: Friedrich Ulmer; ۲۷ مارس ۱۸۷۷ – ۲۶ آوریل ۱۹۵۲) بازیگر اهل آلمان بود.
از فیلم‌ها یا برنامه‌های تلویزیونی که وی در آن نقش داشته‌است می‌توان به تونل، هلنا، و واترلو اشاره کرد.